# Ninja Assassin
Ninja Assassin, titulada como Asesino ninja en Hispanoamérica, es una película nipo-estadounidense de artes marciales estrenada en el 2009. Estuvo dirigida por James McTeigue y producida por Joel Silver y las hermanas Wachowski.

## Sinopsis
Raizo es uno de los más letales asesinos del mundo. Arrebatado de las calles cuando era un niño, fue convertido tras un entrenamiento de muchos años en un asesino entrenado por el clan Ozunu, una sociedad secreta de la que su existencia es considerada un mito. Sin embargo, al ver la atrocidad cometida por el clan matando a su amiga, Raizo los abandona una vez tenido todo el entrenamiento y desaparece, esperando cobrar venganza.
En Berlín, la agente Mika Coretti de la Europol ha encontrado por casualidad una pista que la lleva a descubrir el asesinato de unos políticos por una red clandestina de asesinos imposibles de encontrar del Lejano Oriente, por exactamente el valor actual o pasado, de cien libras de oro. Desafiando las órdenes de su superior, Ryan Maslow,  Mika investiga a fondo los archivos secretos de la agencia para enterarse de lo sucedido tras los asesinatos. Su investigación la convierte en el blanco, y el clan Ozunu envía una cuadrilla de asesinos, liderados por el mortal Takeshi para impedirle que hable y para continuar encubriendo sus huellas, ya que el precio de cien libras de oro es el precio que siempre exige a cambio de matar a alguien. 
Raizo salva a Mika de los atacantes, pero él sabe que el clan no descansará hasta que ambos sean eliminados. Luego, envueltos en un juego fatal del gato y el ratón por las calles de Europa, Raizo y Mika deben confiar el uno en el otro si esperan sobrevivir y por fin acabar con el recóndito clan Ozunu.

## Reparto
- Rain como Raizo.
- Lee Joon como Raizo (joven).
- Naomie Harris como Mika Coretti.
- Rick Yune como Takeshi.
- Ben Miles como Ryan Maslow.
- Shō Kosugi como el líder del Clan Ozuno.
- Sung Kang como Hollywood

## Producción
Cuando se presentó la primera versión del guion de esta película, ese guion no convenció a los correspondientes productores, por lo que se decidió cambiar de escritor. El guion fue luego reelaborado en solo 53 horas por ese nuevo escritor.
Cuando Rain interpretó su papel en Speed Racer (2008), las hermanas Wachowski quedaron tan impresionadas respecto a su actuación que rápidamente pensaron en crear un proyecto para él, lo que llevó a esta película. Como el actor no tenía ninguna experiencia en artes marciales, él tuvo que entrenarse durante seis meses con ayuda de coreógrafos y actores especialistas en ellas.
El rodaje se realizó en Berlín (Alemania). Para hacer la película posible se reclutó también a niños provenientes de diversos dojos de la ciudad.

## Recepción
La película fue vapuleada por la crítica de entonces. En taquilla la película tampoco tuvo éxito.
Hoy en día la obra cinematográfica tampoco tiene obtiene buenas valoraciones entre la crítica profesional, mientras que entre los usuarios de los portales de información cinematográfica las valoraciones son mejores. En IMDb con 64 256 votos registrados obtiene una media ponderada de 6,3 sobre 10. En FilmAffinity tiene una media de 5,2 sobre 10 con 8.067 votos de sus usuarios. En Rotten Tomatoes tiene la consideración de «fresco» para el 26 % de las 116 críticas profesionales, cuyo consenso resume que «es un serio intento que falló en las expectativas respecto al título» y para el 54 % de las más de 100 000 valoraciones de los usuarios del agregador. La valoración de AllMovie es de 2,5 de 5.  En Metacritic obtiene una valoración profesional de 34 sobre 100 computando 20 críticas, lo que implica «opiniones mayoritariamente no favorables», y una puntuación media de 6,8 sobre 10 entre los usuarios del portal web.